# Popowiec-Leśniczówka
Popowiec-Leśniczówka – osada leśna w Polsce położona w województwie małopolskim, w powiecie krakowskim, w gminie Skała.
W latach 1975–1998 miejscowość administracyjnie należała do województwa krakowskiego.